# زیست‌شناسی شناختی
زیست‌شناسی شناختی (به انگلیسی: Cognitive biology) یک علم درحال تکامل است که شناخت طبیعی را به صورت یک تابع زیست‌شناسی در نظر می‌گیرد. این علم بر اساس این فرضیه نظری است که هر جاندار - تک سلولی یا چندسلولی - به صورت پیوسته در فعالیت‌های سازمان‌یافته شناختی که با رفتارهای عمدی یک زوج تشکیل می‌دهند (یعنی دوتایی‌های حسی-حرکتی)، درگیر می‌باشد. به عبارت دیگر، اگر یک جاندار بتواند محرک را در محیط خودش حس کند و بر اساس آن پاسخ بدهد، آن جاندار یک «جاندار شناختی» است. توضیح آنکه چگونه شناخت طبیعی در جاندار آشکار می‌شود، توسط شرایط زیستی، که ژن‌هایش از یک نسل به نسل دیگر زنده مانده‌اند، محدودسازی می‌شود. به دلیل آنکه بر اساس نظریه داروین گونه‌های هر جاندار از یک ریشه مشترک تکامل یافته‌اند، سه عنصر دیگر زیست‌شناسی شناختی نیاز است: (i) مطالعه شناخت در یک گونه جاندار موقعی که با مطالعه توانایی شناختی در دیگر گونه‌ها مقایسه شود، مفید است (ii) بهتر است که از جانداران دارای سامانه شناختی ساده‌تر به سمت جانداران دارای سامانه‌های شناختی پیچیده‌تر حرکت کنیم و (iii) هرچه گونه‌های بیشتر و متنوع‌تری در این زمینه مطالعه شوند، از طبیعت شناخت بیشتر می‌فهمیم.

## بررسی اجمالی
برخلاف علوم شناختی که سعی می‌کند افکار انسانی و ذهن خودآگاه را توضیح بدهد، زیست‌شناسی شناختی روی «فرایند بنیادین شناخت برای هر جاندار» متمرکز است. در چند دهه گذشته، زیست‌شناسان شناخت را در جانداران بزرگ و کوچک، و هم در گیاه و حیوان بررسی نموده‌اند. شواهد جمع‌آوری شده پیشنهاد می‌کنند که حتی باکتری‌ها در مسائلی که بسیار برای دانشمندان شناختی آشنا می‌باشد درگیر هستند، این مسائل شامل:
- جمع‌آوری اطلاعات از چندین کانال حسی تا یک پاسخ مؤثر را به وضعیت‌های بی‌ثبات به عنوان یک نماینده انتخاب کنند،
- تصمیم‌گیری در شرابط غیرقطعی
- ارتباط با هم‌گونه‌ها و دیگران (صادقانه یا فریبکارانه)
- هماهنگ‌سازی رفتار تجمیعی برای افزایش شانس زندگی[۱۱]

بدون در نظر گرفتن آنکه چگونه انسان‌ها ادراک یا فکر می‌کنند، عمل شناخت اساسی شاید یک «فراید گام-به-گام باشد که در آن یک جاندار یک محرک را حس می‌کند، و سپس یک پاسخ مناسب را از بین یک مخزن پیدا می‌کند و آن پاسخ را نمایان می‌سازد». با این حال جزییات زیستی چنین شناخت بنیادینی برای بسیاری از گونه‌ها تعیین نشده است و نیز به اندازه کافی عمومیت نیافته است، تا انگیزه‌ای برای بررسی‌های بیشتر در این مورد باشد. فقدان این جزییات به دلیل فقدان دانشی است «توانایی شناختی مشترک برای همه جانداران زیستی را روشن می‌کند». این یعنی علم «زیست‌شناسی شناختی» هنوز در حال تأسیس و ایجاد است. پیش‌گفتاری برای این علم در سال ۲۰۰۷ ارائه شد، و از اواخر دهه ۱۹۷۰ چندین نویسنده افکارشان را در این موضوع منتشر نمودند. با این حال، اجماعی روی این نظریه موجود نیست، همچنین این نظریه کاربرد گسترده‌ای در عمل ندارد.
زیست‌شناسی شناختی را نباید با «زیست‌شناسی شناخت (به انگلیسی: biology of cognition)» (در معنای به کار رفته توسط پیروان مدرسه شیلی زیست‌شناسی شناخت) اشتباه گرفت، اگر چه این دو عبارت گاهی هم‌معنا درنظرگرفته می‌شوند. در دانشگاه سنتیاگو «زیست‌شناسی شناخت» بر اساس کار فرانسیسکو وارلا و هومبرتو ماتورانا ارائه شد که آن‌ها دکترین خودنوگری را اختراع کردند. کار آن‌ها در سال ۱۹۷۰ شروع شد درحالیکه اولین یادکرد از زیست‌شناسی شناختی توسط برایان گودوین در سال ۱۹۷۷ از دیدگاه متفاوتی ارائه گردیده است.